# Elecciones en Corea del Norte

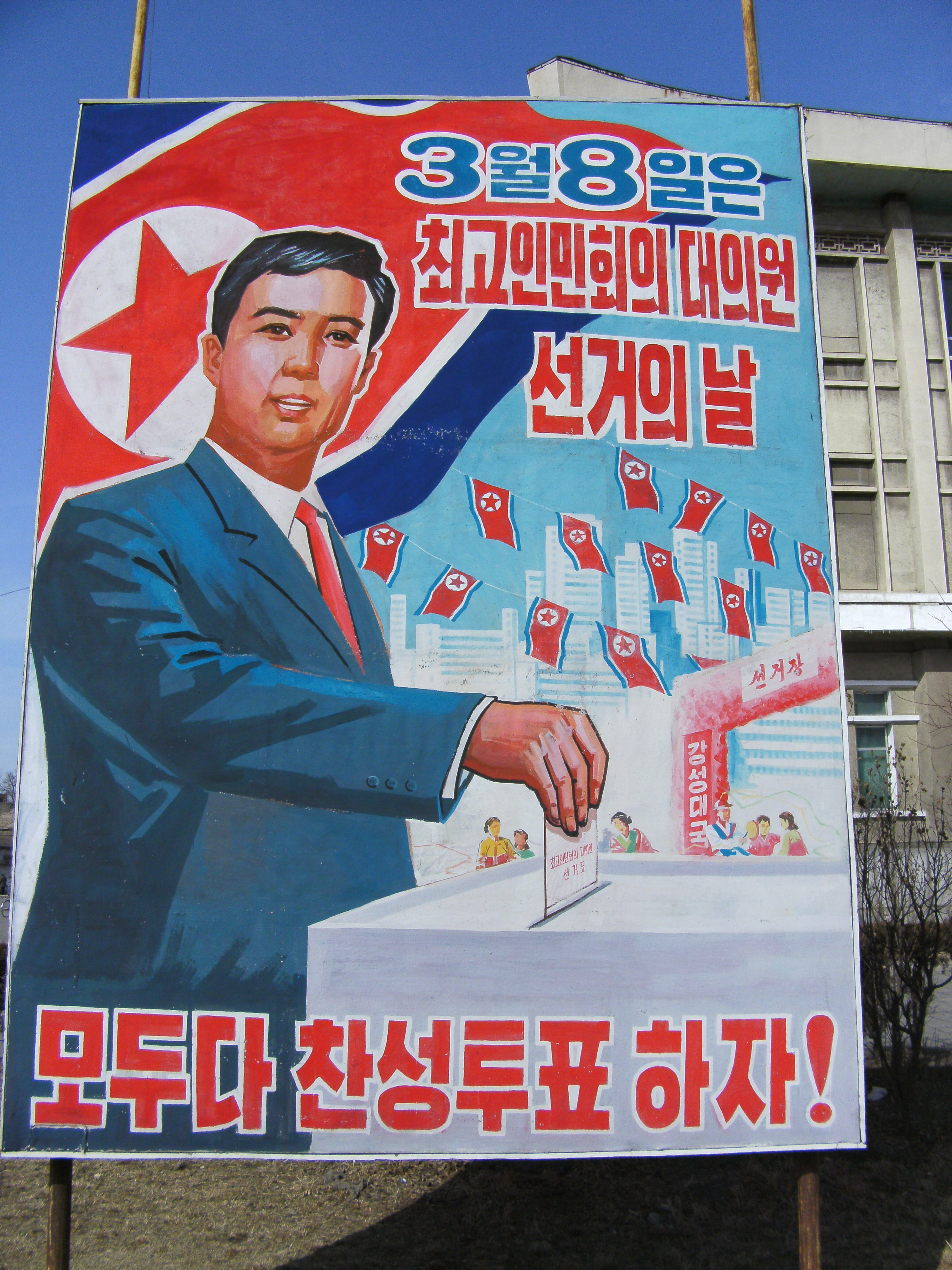
Propaganda electoral en Pionyang. El lema de la parte de abajo dice: ¡Votemos todos a favor! ("모두다 찬성투표하자!").

Las elecciones en Corea del Norte se celebran cada cinco años. A nivel nacional, se elige a los miembros de la Asamblea Suprema del Pueblo. Además de este órgano legislativo, se eligen cada cuatro años representantes para las asambleas populares de cada ciudad, condado y provincia en elecciones locales.
Todos los escaños son ocupados por los partidos que conforman el Frente Democrático para la Reunificación de la Patria, aunque la composición de la Asamblea ha cambiado en relación con las últimas elecciones. El Partido del Trabajo domina la legislatura, poseyendo el 88,36% de los escaños. El Partido Socialdemócrata de Corea tiene el 7,28% de las bancas, seguido por el Partido Chondoísta Chong-u con el 3,20%. Los diputados independientes conforman el 1,17% de los escaños. También se reservan un número de representantes para los Chongryon, que son los diputados que representan a los norcoreanos residentes en Japón. Actualmente (2024) poseen 6 diputados en la Asamblea Suprema del Pueblo.
De acuerdo con la información oficial, el porcentaje de votantes es cercano al 100% y la aprobación de los candidatos del Frente es prácticamente unánime.

## Procedimiento

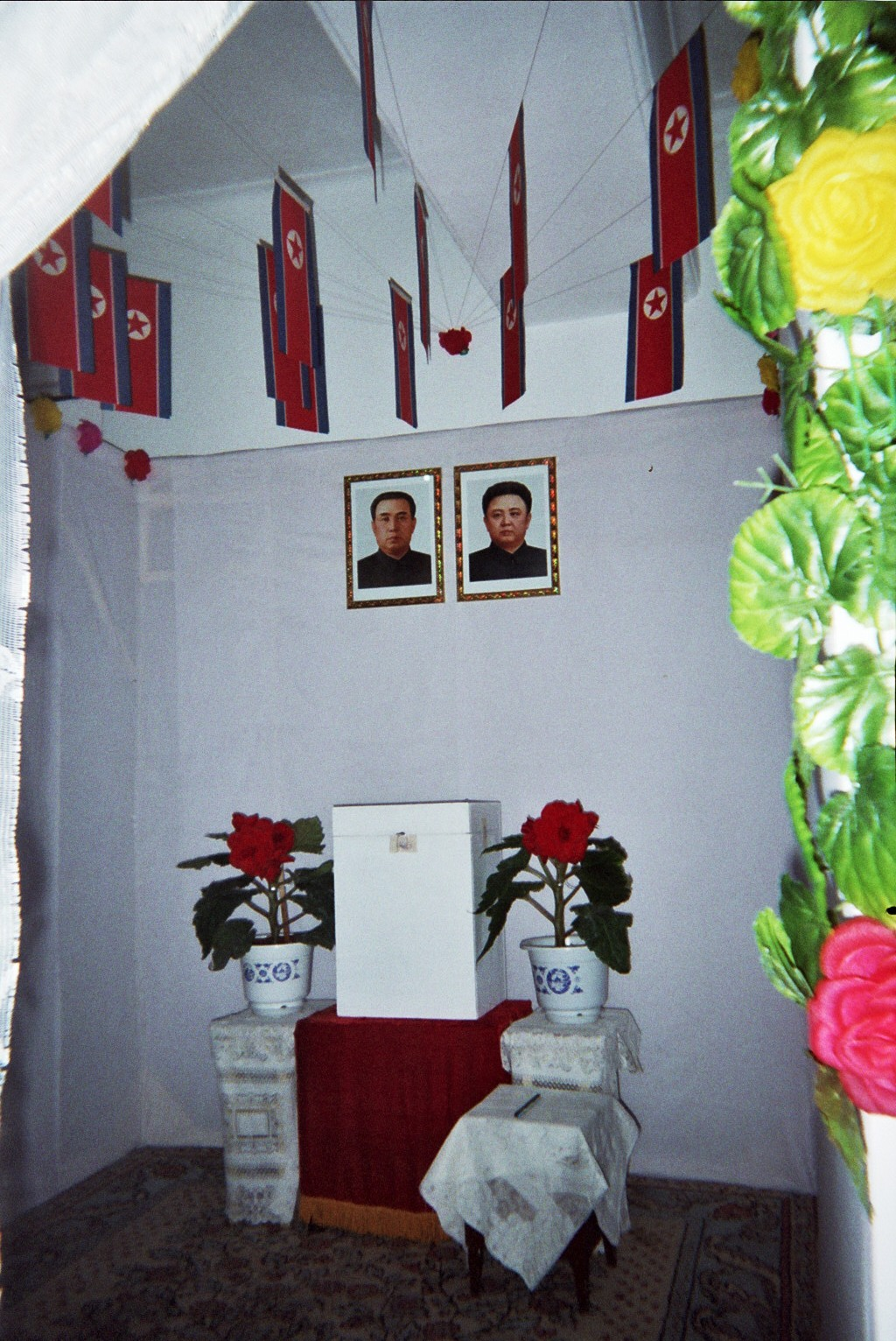
Casilla de votación utilizada en las elecciones.

En respuesta a una pregunta planteada por el político británico Michael Marshall, el Secretario General Adjunto de la Comisión Permanente de la Asamblea Popular Suprema, Li Chun Sik, declaró en una reunión de la Asociación de Secretarios Generales de Parlamentos (ASGP) de la Unión Interparlamentaria:

Aunque los candidatos pueden ser propuestos por cualquier persona, es habitual que todos los candidatos sean designados por los partidos. Estas candidaturas son examinadas por el Frente Democrático para la Reunificación de la Patria y luego por el Comité Central Electoral, que designa al candidato para cada escaño. El candidato para cada asiento es entonces evaluado por los electores durante reuniones celebradas en su lugar de trabajo o sitios similares, y en el día de las comicios los electores deben indicar su aprobación o desaprobación a los candidatos en la papeleta.

Solo un candidato aparece en la boleta. Los comicios son llevados a cabo a través del sufragio secreto, y un votante puede tachar el nombre del candidato para votar en contra de él/ella, pero debe hacerlo tachando el nombre sin el secreto. La votación es obligatoria y la concurrencia es habitualmente cercana al 100%.
Los miembros de la Asamblea Popular Suprema son elegidos para un mandato de cinco años y deben reunirse para sesionar al menos diez días por año.

## Críticas
Las elecciones han sido ampliamente criticadas y consideradas un espectáculo montado o una forma de censar a la población. No hay una competición real ya que todos los candidatos han sido previamente escogidos por el Frente Democrático para la Reunificación de la Patria. Tomando en cuenta que el porcentaje de participación casi siempre ronda el 100%, las elecciones actúan como censos poblacionales no oficiales. Los inminban de cada barrio vigilan los comicios, identifican e investigan a los ciudadanos que no concurren a votar.
Aunque los ciudadanos pueden votar en contra de un candidato, deben hacerlo con un bolígrafo rojo ubicado al lado de la urna, a la vista de los oficiales electorales, o en algunos casos, habiéndose montado urnas separadas para los votos negativos. Muchos norcoreanos disidentes señalan que no votar por los candidatos presentados presupone un riesgo demasiado alto, que puede costarles parte de su propiedad, libertad o incluso la vida.

## Últimas elecciones
En los comicios celebrados el 8 de marzo de 2009, los medios de comunicación estatales anunciaron al día siguiente que Kim Jong-il había sido reelegido por unanimidad en el Parlamento. El comité electoral también indicó que el 99,98% de los votantes habilitados participaron efectivamente de la votación, con un 100% de votos a su candidato en cada distrito.
Las últimas elecciones tuvieron lugar el 9 de marzo de 2014. El comité electoral también indicó que el 99,97% de los votantes habilitados participaron efectivamente de la votación, con un 100% de votos a su candidato en cada distrito.
| Elecciones legislativas de Corea del Norte del 9 de marzo de 2014 |

| Alianza                                               | Partido                                            | Porcentaje | Escaños | %      |
| ----------------------------------------------------- | -------------------------------------------------- | ---------- | ------- | ------ |
| Frente Democrático para la Reunificación de la Patria | Partido del Trabajo de Corea                       | 100%       | 607     | 88,36% |
| Frente Democrático para la Reunificación de la Patria | Partido Socialdemócrata de Corea                   | 100%       | 50      | 7,28%  |
| Frente Democrático para la Reunificación de la Patria | Partido Chondoísta Chong-u                         | 100%       | 22      | 3,20%  |
| Frente Democrático para la Reunificación de la Patria | Asociación general de coreanos residentes en Japón | 100%       | 5       | 0,73%  |
| Frente Democrático para la Reunificación de la Patria | Asociaciones religiosas                            | 100%       | 3       | 0,44%  |
| Total                                                 | Total                                              | 100%       | 687     | 100%   |
| Participación: 99,97%                                 |                                                    |            |         |        |
| Fuente:                                               |                                                    |            |         |        |

## Listado de elecciones
A lo largo de su historia, Corea del Norte ha celebrado los siguientes comicios:
| 1947 | 1948 | 1957 | 1959* | 1962 | 1967 | 1972 | 1977 | 1982 | 1986 | 1990 | 1998 | 2003 | 2009 | 2014 | 2019 |

El 19 de julio de 1959 se celebró de forma extraordinaria una elección parcial, debido al gran número de vacantes surgidas tras la purga por el intento de golpe de Estado conocido oficialmente como la Segunda marcha ardua.
| 1946 | 1947 | 1949 | 1950 | 1956 | 1959 | 1963 | 1967 | 1972 | 1975 | 1977 | 1979 | 1981 | 1983 | 1985 | 1987 |
| 1989 | 1991 | 1993 | 1999 | 2003 | 2007 | 2011 | 2015 | 2019 |      |      |      |      |      |      |      |